# Kelleronia gillettiae
Kelleronia gillettiae är en pockenholtsväxtart som beskrevs av Baker f.. Kelleronia gillettiae ingår i släktet Kelleronia och familjen pockenholtsväxter. Inga underarter finns listade i Catalogue of Life.